# Népsport (Bukarest)
Népsport bukaresti sporthetilap. Bukaresti Népsport címmel indult 1949. február 24-én. A 28. szám után váltott címet. Kiadója kezdetben a Népi Sportszervezet, 1950-től a minisztertanács mellett működő Testnevelési és Sportbizottság s az Országos Szakszervezeti Tanács. A román Sportul Popular társlapja. A 178. számban (1951. november 30.) bejelentették megszűnését, s azt is, hogy szerepét a Romániai Magyar Szó keddi kétoldalas sportmelléklete veszi át. Utóda, az Új Sport 1956. április 13-án indult.